# Perizoma arizanensis
Perizoma arizanensis är en fjärilsart som beskrevs av Alfred Ernest Wileman 1915. Perizoma arizanensis ingår i släktet Perizoma och familjen mätare. Inga underarter finns listade i Catalogue of Life.